# Jean Léonard III Froereisen
Pour les articles homonymes, voir Froereisen.
Jean Léonard III Froereisen, né le 9 mai 1694 à Breuschwickersheim et mort le 13 janvier 1761 à Strasbourg, est un théologien protestant luthérien, adversaire du piétisme. 
Professeur au séminaire protestant, puis à l'université dont il fut plusieurs fois Recteur et Doyen, il devient président du Convent ecclésiastique.
Longtemps pasteur responsable du Temple Neuf, c'est à ce titre qu'il prononce le 8 février 1751 la Harangue à l'occasion des funérailles du maréchal Maurice de Saxe.